# Korea Women League 1996
Die Korea Women League 1996 war die erste Spielzeit der südkoreanischen Fußballliga der Frauen unter diesem Namen. Gespielt wurde in einem Hinrunden- und Rückrundenserie. 

## Teilnehmer
| Team                      | Stadt   | Vereinsart             |
| ------------------------- | ------- | ---------------------- |
| Nassau Mission FFC        | n. b.   | Vereinsmannschaft      |
| Ulsan-Jeonmun-Universität | Ulsan   | Universitätsmannschaft |
| Incheon Steel             | Incheon | Vereinsmannschaft      |
| Hanyang-Universität       | Seoul   | Universitätsmannschaft |
| Kyung-Hee-Universität     | Seoul   | Universitätsmannschaft |

## Hinrunde
Gespielt wurde im Gangneung-Stadion. 

### Abschlusstabelle
| Pl. | Verein                    | Sp. | S | U | N | Tore    | Diff. | Punkte |
| --- | ------------------------- | --- | - | - | - | ------- | ----- | ------ |
| 1.  | Ulsan-Jeonmun-Universität | 3   | 3 | 0 | 0 | 008:300 | +5    | 09     |
| 2.  | Incheon Steel             | 3   | 2 | 0 | 1 | 010:300 | +7    | 06     |
| 3.  | Hanyang-Universität       | 3   | 1 | 0 | 2 | 003:600 | −3    | 03     |
| 4.  | Nassau Mission FFC        | 3   | 0 | 0 | 3 | 003:120 | −9    | 0      |

| Zum 3. Spieltag: Meister der Korea Women League 1996-Hinrundenserie |

## Rückrunde
Gespielt wurde im Ulsan-Munsu-Ersatzstadion.

### Abschlusstabelle
| Pl. | Verein                    | Sp. | S | U | N | Tore    | Diff. | Punkte |
| --- | ------------------------- | --- | - | - | - | ------- | ----- | ------ |
| 1.  | Incheon Steel             | 3   | 3 | 0 | 0 | 007:200 | +5    | 09     |
| 2.  | Ulsan-Jeonmun-Universität | 3   | 2 | 0 | 1 | 003:400 | −1    | 06     |
| 3.  | Hanyang-Universität       | 3   | 0 | 1 | 2 | 003:500 | −2    | 01     |
| 4.  | Kyung-Hee-Universität     | 3   | 0 | 1 | 2 | 002:400 | −2    | 01     |

| Zum 3. Spieltag: Teilnahme am Meisterschaftsfinale |

### Meisterschaftsfinale
|               | Ergebnis |                           |
| ------------- | -------- | ------------------------- |
| Incheon Steel | 2:1      | Ulsan-Jeonmun-Universität |